# Skippy
Skippy é um filme estadunidense de 1931, do gênero comédia, dirigido por Norman Taurog. Endereçado às crianças, baseado em quadrinhos de Percy Crosby, o filme é estrelado por Jackie Cooper, o astro infantil mais popular desde Jackie Coogan. Recebeu quatro indicações para o Oscar, tendo vencido na categoria de Melhor Direção. O enorme sucesso de público proporcionou uma continuação, Sooky, feita no mesmo ano.

## Sinopse
Skippy é filho de um inspetor de saúde e amigo de Sooky, que mora no lado pobre da cidade. Certo dia, o cão de Sooky é capturado pela carrocinha e os dois meninos precisam conseguir três dólares para comprar uma coleira e impedir, assim, que ele seja sacrificado. Ao mesmo tempo, Skippy tenta convencer seu pai a não demolir o bairro onde Sooky vive. Em meio a diversas aventuras, que envolvem valentões, limonada e bicicletas, uma tragédia reaproxima pai e filho.

## Elenco
| Ator/Atriz        | Personagem                     |
| ----------------- | ------------------------------ |
| Jackie Cooper     | Skippy                         |
| Robert Coogan     | Sooky                          |
| Mitzi Green       | Eloise                         |
| Jackie Searl      | Sidney                         |
| Willard Robertson | Dr. Skinner, pai de Skippy     |
| Enid Bennett      | Sra. Skinner, mãe de Skippy    |
| Donald Haines     | Harley Nubbins                 |
| Helen Jerome Eddy | Sra. Wayne, mãe de Sooky       |
| Jack Clifford     | Nubbins, o homem da carrocinha |

## Principais prêmios e indicações
| Prêmio            | Categoria(s) Indicada(s)                                                        | Categoria(s) Premiada(s)   |
| ----------------- | ------------------------------------------------------------------------------- | -------------------------- |
| Oscar (1930-1931) | Melhor Filme Melhor Diretor Melhor Ator (Jackie Cooper) Melhor Roteiro Adaptado | Melhor Diretor             |
| Film Daily        |                                                                                 | 10 Melhores Filmes de 1931 |
| New York Times    |                                                                                 | 10 Melhores Filmes de 1931 |